# 久喜市立本町小学校
久喜市立本町小学校（くきしりつ ほんちょうしょうがっこう）は、埼玉県久喜市にある公立小学校。

## 沿革
- 1974年（昭和49年）4月 - 児童数689名で開校。
- 1975年（昭和50年）4月 - 重度障害児学級を開設、校章を制定。
  - 5月 - 校歌を制定。
- 1977年（昭和52年）2月 - 体育館が完成。
  - 9月 - 学校給食の開始。
- 1978年（昭和53年）9月 - プールが竣工。
- 1983年（昭和58年）11月 - 開校10周年記念式典、及び記念行事を行う。（記念植樹・本町音頭の製作）
- 1984年（昭和59年）
  - 3月 - 校旗の制定。
  - 4月 - 精神薄弱児学級を設置。
- 1988年（昭和63年）
  - 4月 - 野鳥とふれあう学校として埼玉県の指定校となる。
  - 10月 - 創立15周年記念式典を挙行。メタセコイヤを記念植樹。
- 1989年（平成元年）12月 - 校歌碑を設置。
- 1992年（平成4年）9月 - 校舎大規模改造工事が竣工。
- 1993年（平成5年）
  - 4月 - 野生の生き物とふれあう学校として埼玉県の指定を受ける。
  - 11月 - 開校20周年記念式典ならびに記念行事を行う。
- 1995年（平成7年）4月 - 学区改変により久喜市立久喜北小学校を分離する。
- 2002年（平成14年）4月 - JR宇都宮線東側のローヤルシティ久喜を久喜市立太田小学校区に分離する。

## 施設
- 校舎
- 体育館
- 運動場
- プール
- ビオトープ

## 校歌
- 作詞者 - 濱梨花枝
- 作曲者 - 服部良一

## 交通
- 久喜駅（JR東日本宇都宮線・東武伊勢崎線）から徒歩約25分。
- 久喜市内循環バス久喜本循環「本町小学校」入口より徒歩約2分。